# Талдысай (Мугалжарский район)
Талдысай (каз. Талдысай) — село в Мугалжарском районе Актюбинской области Казахстана. Административный центр Талдысайского сельского округа. Код КАТО — 154865100.

## Население
В 1999 году население села составляло 1183 человека (578 мужчин и 605 женщин). По данным переписи 2009 года, в селе проживало 615 человек (308 мужчин и 307 женщин).